# Gecel Zalcstein
Gecel Zalcstein (ur. 1773, zm. 1841 w Warszawie) – polski księgarz i antykwariusz żydowskiego pochodzenia, protoplasta księgarskiego rodu Geclów. 
Od 1837 roku wydawał „Kalendarz Astronomiczno-Gospodarczy”. Dzięki jego antykwarskiej wiedzy, ogromnym zbiorom, w tym największej w Warszawie kolekcji starodruków, które kupował od podupadającej szlachty, powstały dwie duże biblioteki o znaczeniu narodowym: Biblioteka Uniwersytetu Warszawskiego oraz Biblioteka Ordynacji Krasińskich.
Jego antykwariat pełnił funkcję salonu literackiego i naukowego, w którym spotykała się elita polskich intelektualistów. Gecel Zalcstein pochowany jest na cmentarzu żydowskim przy ulicy Okopowej w Warszawie. Jego nagrobek nie zachował się do dziś.